# 毋端儿
毋端儿（?—615年），隋朝龙门（今河津）起事领袖。隋大业十一年615年，隋炀帝北巡到汾阳宫，任命卫尉少卿李渊为山西、河东抚慰大使，承制黜陟选补郡县文武官，还负责征发河东之兵讨伐起事群盗。李渊率军行进到龙门，毋端儿帅众数千在城下驻扎。李渊带领十余骑兵攻击，所射之箭七十发，都应弦而倒，农民军溃败，毋端儿也中箭而亡。